# Istanbul Büyükșehir Belediye Spor Türkiye
L'Istanbul Büyükșehir Belediye Spor Türkiye è una squadra maschile turca di ciclismo su strada. Dal 2023 ha licenza di Continental Team.

## Organico 2024

### Staff tecnico
|  | Naz.               | Ruolo | Sportivo           |  |  |  |
|  | ------------------ | ----- | ------------------ |  |  |  |
|  | Turchia (bandiera) | GM    | Fatih Saglam       |  |  |  |
|  | Turchia (bandiera) | DS    | Pelin Merve Bayram |  |  |  |

### Rosa
|  | Naz.                     |  | Sportivo            | Anno |  |  |
|  | ------------------------ |  | ------------------- | ---- |  |  |
|  | Eritrea (bandiera)       |  | Natnael Berhane     | 1991 |  |  |
|  | Turchia (bandiera)       |  | Samet Bulut         | 2002 |  |  |
|  | Turchia (bandiera)       |  | Halil İbrahim Doğan | 2000 |  |  |
|  | Turchia (bandiera)       |  | Ali Egin            | 2003 |  |  |
|  | Turchia (bandiera)       |  | Muhammed Erkan      | 2001 |  |  |
|  | Turchia (bandiera)       |  | Veysel Karani Kaya  | 1997 |  |  |
|  | Turchia (bandiera)       |  | Zeki Kaygisiz       | 1998 |  |  |
|  | Turchia (bandiera)       |  | Batuhan Özgür       | 1998 |  |  |
|  | Turchia (bandiera)       |  | Timur Oztoprak      | 2004 |  |  |
|  | Eritrea (bandiera)       |  | Mengis Petros       | 2002 |  |  |
|  | Gran Bretagna (bandiera) |  | Maximilian Stedman  | 1996 |  |  |